# Flora Brasiliae Meridionalis
Flora Brasiliae Meridionalis (abreviado como Fl. Bras. Merid.), é uma obra em três volumes com 24 partes que foi escrita por Augustin Saint-Hilaire entre os anos 1825-1832 e que contém 592 lâminas em cor, onde se descreve a flora do Brasil. Nas partes 5 e 22 foram co-autores Antoine-Laurent de Jussieu e Jacques Cambessèdes.